# ولی خرسندی‌پیش
ولی خرسندی‌ پیش (انگلیسی: Vali Khorsandipish؛ زاده ۲۵ ژانویهٔ ۱۹۸۰) یک بازیکن فوتبال اهل ایران است.